# Thập niên 370 TCN
Thập niên 370 TCN hay thập kỷ 370 TCN chỉ đến những năm từ 370 TCN đến 379 TCN.